# Alwin Bauer

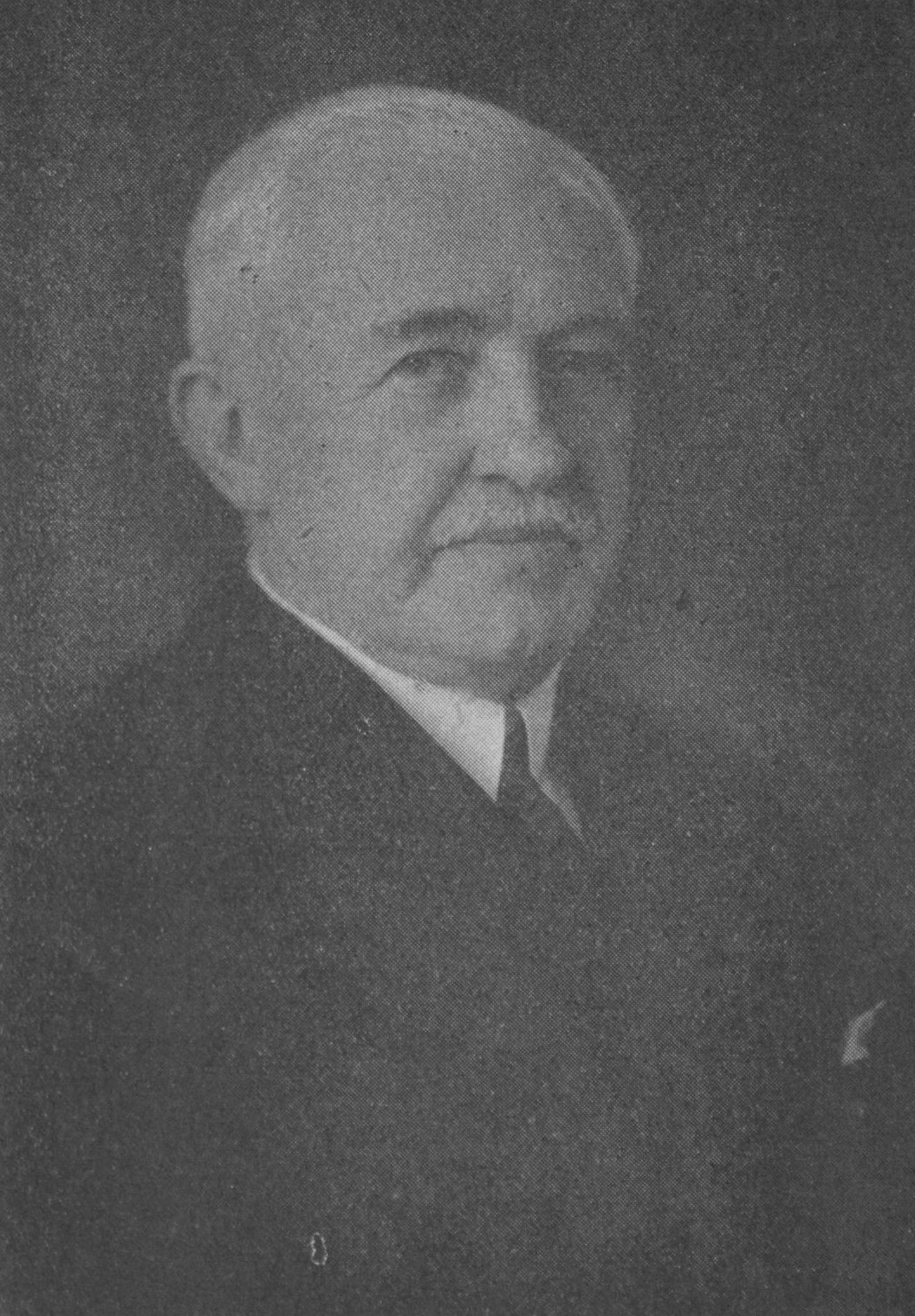
Alwin Bauer, 1928

Emil Alwin Bauer (* 30. April 1856 in Wildenfels; † 2. Februar 1928 in Aue) war ein deutscher Unternehmer, Geheimer Kommerzienrat und nationalliberaler Politiker. Von 1907 bis 1918 gehörte er der II. Kammer des Sächsischen Landtags an. 

## Leben und Wirken

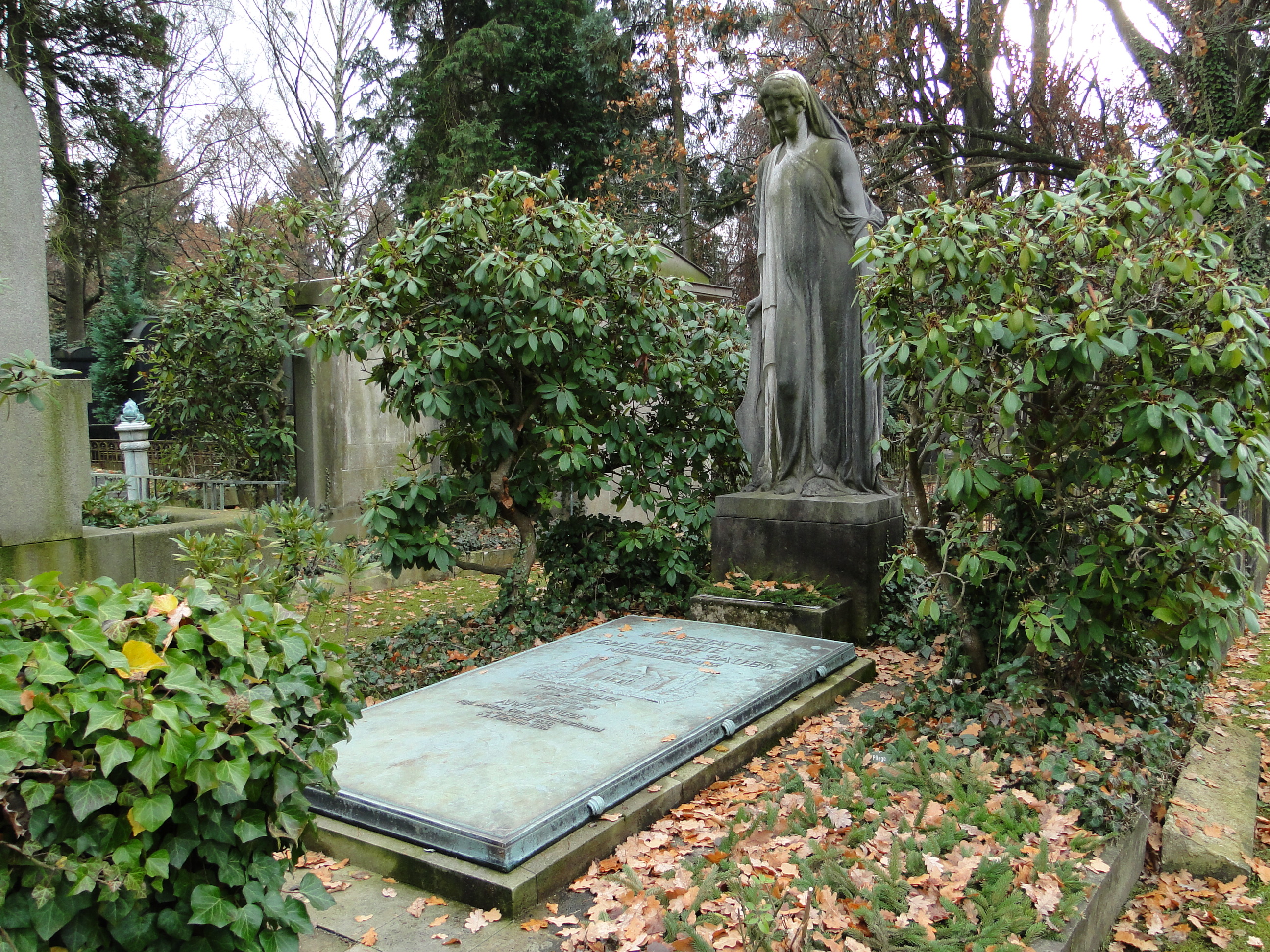
Grab von Alwin Bauer auf dem Johannisfriedhof in Dresden

Alwin Bauer wurde als Sohn eines Müllers geboren. Nach dem Schulbesuch erlernte Bauer den Beruf eines Webers und absolvierte eine Ausbildung zum Kaufmann. Im Januar 1882 gründete er gemeinsam mit Samuel Wolle aus Berlin in der erzgebirgischen Kleinstadt Aue eine Baumwollweberei als OHG. Sie trug den Namen Weberei S. Wolle. In seiner Fabrik arbeitete Alwin Bauer als Prokurist.
Zwischen 1893 und 1897 erweiterten die beiden Inhaber die Weberei um eine neu gebaute elektrische Bleicherei, eine Färberei und Appreturanstalt. Außerdem erhielt das rund 24.000 m² große Fabrikgelände einen Gleisanschluss. 
Im Jahr 1898 erwarben Bauer und Wolle eine weitere Weberei in Eibau, mit der sie starken Handel nach England, Frankreich, Österreich, Rumänien, Türkei, Ägypten, USA, Südamerika und Australien betrieben. Handelsfilialen entstanden in Berlin, Düsseldorf, München und Wien. Im Jahr 1909 beschäftigte die Weberei 600 Personen.
Um die Ausbildung eigener Fachkräfte und die Situation in der Stadt zu verbessern, schenkte Alwin Bauer der Stadt Aue um 1905 ein Grundstück, auf welchem die Kommune eine Weberei-Fachschule bauen konnte, die 1907 eingeweiht wurde. Zudem ließ Alwin Bauer eine Werksküche und einen Speisesaal auf dem Fabrikgelände errichten, die 1910 eröffnet wurden. 
Bereits im Jahr 1915 übertrug Alwin Bauer die Leitung der Fabrik an seinen Sohn Curt Bauer.
1920 wurde die Firma in eine GmbH umgewandelt und war nun die Kommanditgesellschaft S. Wolle GmbH. Im Jahr 1922 ging in Chemnitz eine weitere Filiale in Betrieb. Im gleichen Jahr hatte die Weberei Wolle 1200 Arbeiter und Angestellte; auch modernes Equipment wie zwei Vorbereitungsmaschinen, 100 Webstühle und 140 Ausrüstungsmaschinen waren im Einsatz.
Seit 1926 befand sich die Weberei im Alleinbesitz der Familie Bauer; Wolle hatte sich zurückgezogen, weil er jüdischer Abstammung war. Nachdem Alwin Bauer im Februar 1928 gestorben war, erhielt er posthum für seine Leistungen die Titel Kommerzienrat und Geheimer Kommerzienrat. Bauer wurde auf dem Johannisfriedhof in Dresden beigesetzt. Seine Grabplatte ziert ein Relief des Mohrenhauses.
Curt Bauer war nun Alleinbesitzer und nannte die Fabrik in Weberei Curt Bauer um.
Nachdem wegen der Weltwirtschaftskrise in den 1920er Jahren viele Arbeiter entlassen worden waren, ging es in den 1930er Jahren wirtschaftlich wieder bergauf. Im Jahr 1939 arbeiteten bereits 700 Personen in der Weberei.
In der NS-Zeit war Curt Bauer etlichen Repressalien durch die neuen Machthaber ausgesetzt, schließlich wurde er 1943 inhaftiert. Am 30. August 1944 wählte er den Freitod. Bis zum Ende des Zweiten Weltkriegs führten engagierte Mitarbeiter aus der Direktionsebene das Unternehmen weiter.
Nach dem Krieg folgte die Enteignung und die Weberei wurde Volkseigentum, sie produzierte und exportierte ihre Erzeugnisse unter dem Namen Damastweberei Aue. Nach der deutschen Wiedervereinigung erhielten die Nachkommen der Familie Bauer ihren Betrieb zurück. Er führt zu Ehren von Curt Bauer wieder den Firmennamen Weberei Curt Bauer.

## Soziales und politisches Engagement, Besitz
Alwin Bauer war von 1905 bis zu seinem Tod Vorstandsmitglied des Verbandes Sächsischer Industrieller und 1908 Gründer der Auer Ortsgruppe, der er bis 1917 auch vorstand. Zusätzlich war er stellvertretender Aufsichtsratsvorsitzender des Chemnitzer Bankvereins. Er war Stadtrat seiner Heimatstadt und von 1907 bis 1918 als Vertreter des 20. städtischen Wahlkreises Abgeordneter in der II. Kammer des Sächsischen Landtags. 
Ab 1910 gehörte ihm das Mohrenhaus in Niederlößnitz bei Dresden, wo er nach umfangreichen Baumaßnahmen ab 1913 einen Wohnsitz nahm. Von 1917 an war Bauer im Besitz von Schloss Weesenstein, das er für 1,9 Mio. Mark von der sächsischen Königsfamilie erworben hatte.